# Weißenberg

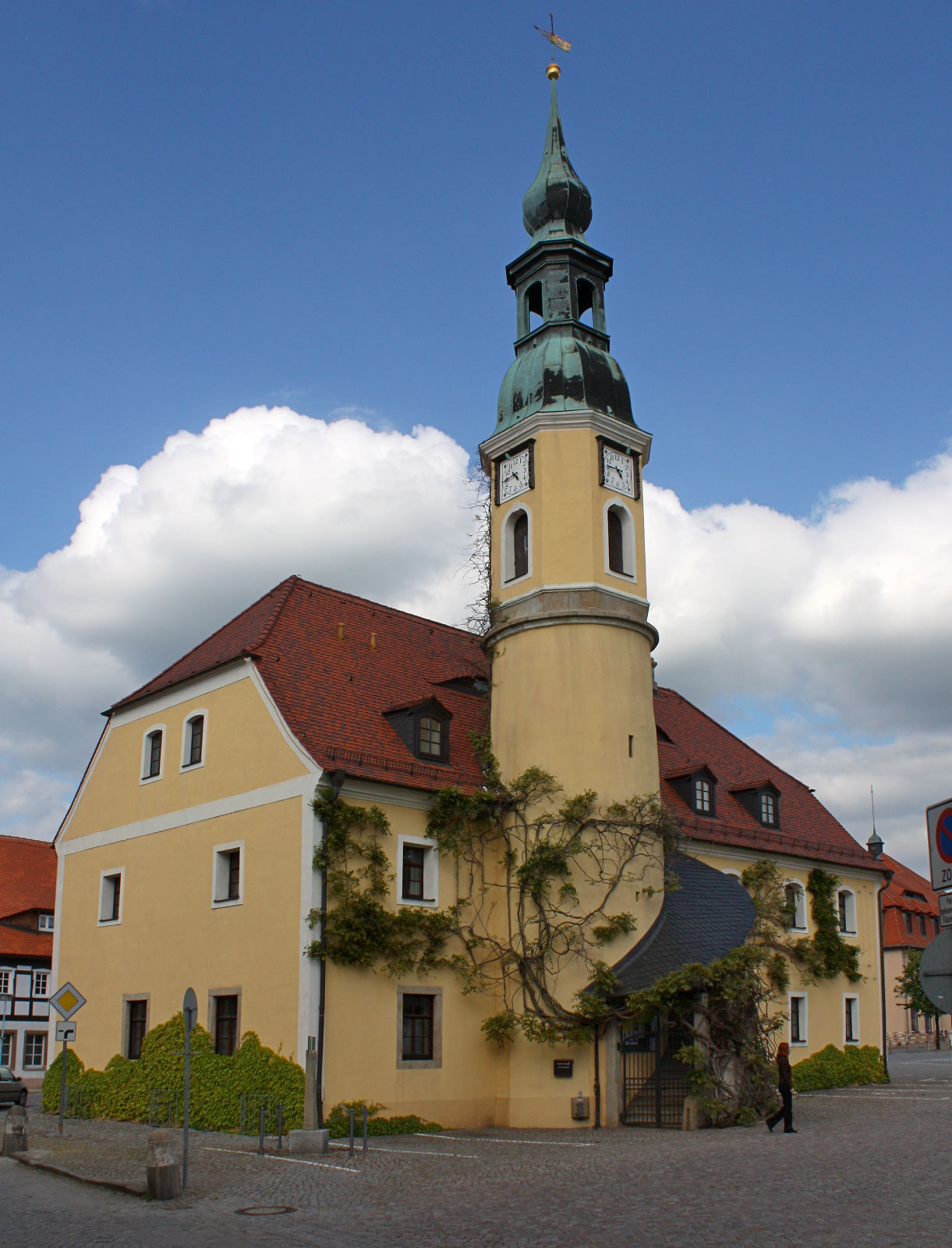
Toà thị chính ở Weißenberg

Weißenberg (tiếng Sorbia: Wóspork) là một thị xã ở huyện Bautzen, in the Free State of Sachsen, Đức. Đô thị Weißenberg có diện tích 50,92 km², dân số thời điểm ngày 31 tháng 12 năm 2006 là 3525 người. Thị xã này có cự ly 1 km về phía bắc Löbau, và 16 km về phía đông của Bautzen.